# Hugonia busseana
Hugonia busseana är en linväxtart som beskrevs av Adolf Engler. Hugonia busseana ingår i släktet Hugonia och familjen linväxter. Inga underarter finns listade i Catalogue of Life.